# Hermanos del Libre Espíritu
La organización de los hermanos del Libre Espíritu o hermanos y hermanas del Libre (o Gran) Espíritu, conocidos también como picardos en Alemania y turlupines en el norte de Francia, fue un grupo religioso (o más bien una serie de «grupos dispersos que coinciden en algunos aspectos pero difieren en otros muchos incluidos los rituales y las creencias»), de carácter «impío, libertino y licencioso», surgido en los Países Bajos y Renania (actual región de Alemania) a mediados del siglo XIII (de donde se extendieron hasta el XV por el valle del Rin [especialmente en Colonia], Austria y Bohemia),. Entre los más radicales de eses grupos, se vieron hasta la absoluta desinhibición, incluso de exhibirse desnudos en público como prueba de haber alcanzado el mayor grado posible de perfección espiritual o pureza originaria descrita en Génesis 2:25, así como la celebración de frecuentes bacanales y orgías en las que se realizaban todo tipo de prácticas y perversiones sexuales (indistintamente entre individuos de diferente o del mismo sexo) como felaciones y masturbaciones grupales, necrofilia, sadomasoquismo, voyerismo, zoofilia y otras «que el pudor no nos permite fiar a la pluma» (a las que llamaban sus «sacramentos»), inspiradas paralelamente en su creencia de que el creyente que había alcanzado la perfección por medio de la simple contemplación de la divinidad «podía disfrutar de todos aquellos deseos carnales que desease», lo que atrajo desde el primer momento tanto a modestos tejedores de la zona de Flandes como a conocidas personalidades del mundo de las finanza, la política o el arte, más concretamente El Bosco quien, según la «estrepitosa tesis» del historiador del Arte alemán Wilhelm Fraenger, habría representado el nudismo ritual de los hermanos (practicado «con la intención de recuperar la inocencia primitiva del arquetipo adánico») en su obra titulada El jardín de las delicias:

De Bruyn opina que ponerse a comentar "las descripciones erróneas y las interpretaciones fantásticas" es una labor desalentadora y, de hecho, también carente de sentido. Paul Vanderbroeck ignora a Fraenger. En los círculos de expertos españoles, Fraenger apenas es tema de conversación. En su muy citado libro El Bosco en España, Isabel Mateo Gómez recuerda brevemente la teoría sobre el Reino Milenario, aunque sin sacar conclusiones al respecto. En un voluminoso libro dedicado en su totalidad al tríptico de El jardín de las delicias (editado por la Fundación Amigos del Museo del Prado), Fraenger se menciona únicamente dos veces de pasada.

Si bien el movimiento primitivo fue duramente reprimido en todas aquellas áreas en que consiguió implantarse cabe destacar que buena parte de sus prácticas (sobre todo las más licenciosas) se fueron incorporando progresivamente a otras organizaciones clandestinas como la de los Homines Inteligentiæ (activa en los Países Bajos y la zona del Rin a lo largo de los siglos XIV y XV uno de cuyos dirigentes fue el monje carmelita Willem van Hildernissen juzgado como «hereje» por el tribunal episcopal de Cambrai en 1411) o la denominada secta «de los Libertinos» (liderada ya en el primer cuarto del XVI por unos tales Quintin y Copin o Corin).

## Creencias
De esta [doctrina de David de Dinant], condenada por las decisiones del concilio que se tuvo en París el año de 1209, se derivó según todas las posibilidades la secta parte montanista parte panteísta de los hermanos y hermanas del Libre Espíritu, que sacaban sus nombres de las doctrinas que profesaban, apoyándose en los textos de san Juan IV:28 y de san Pablo Rom. VIII:2-4: "El espíritu de vida que nos domina [decían] nos ha librado del pecado"; "liberados de la ley, hemos llegado a ser hijos de Dios". Según su panteísmo místico, análogo al de los paulicianos, consideraban todas las cosas como una emanación inmediata de Dios y se aplicaban a sí mismos aquellas palabras de Jesucristo: "Yo y mi Padre somos una misma cosa". "El que ha llegado a esa convicción [decían] no pertenece ya al mundo de los sentidos ni puede recibir mancha alguna y, por consiguiente, no tiene necesidad alguna de Sacramentos". Como separaban el espíritu y el cuerpo de una manera absoluta pretendían que los excesos de la sensualidad no ejercen influencia sobre el alma; y así era como algunos de ellos se entregaban con toda seguridad a las impurezas más grosera. Iban vestidos de una manera extraña [y algunas veces hasta sin vestidos] y andaban por acá y acullá mendigando, siendo conocidos generalmente con el nombre de begardos [o picardos en Alemania] y en Francia, seguramente por irrisión, con el de turlupines. Acompañábanles sus mujeres como hermanas, de donde tomaron también el nombre de schwestriones, de la palabra alemana schwester que significa hermana. A mediados del siglo XIII excitaron principalmente en la Suabia a muchos religiosos y religiosas a abandonar sus reglas y a no dejarse dirigir más que por Dios y por su libre espíritu. Tomáronse entonces contra ellos medidas muy severas.

En cualquier caso, antes que cualquier otra cosa (cristianos o musulmanes), los Hermanos del Libre Espíritu eran místicos que creían tener acceso a un tipo de experiencia que superaba la comprensión corriente. Contra lo que decía la Iglesia, ellos no consideraban que esa iluminación fuera un episodio infrecuente en la vida del creyente y concedido por Dios como un acto de gracia. Quienes conocían aquel estado se volvían incapaces de pecar e indistinguibles de la divinidad (al menos, a ojos de ellos mismos). Liberados de las ataduras morales que constriñen a la humanidad normal y corriente, podían hacer lo que les pluguiera. Sintiéndose en posesión de un privilegio divino, los begardos condenaban todas las instituciones establecidas (no solo la Iglesia, sino también la familia y la propiedad privada) por considerar que encadenaban la libertad espiritual.

En su voluminoso Diccionario de Teología el abate Bergier puntualizó sobre estos últimos aspectos:

Entonces [siglo XV] ya procedían con entera desvergüenza, atreviéndose a decir que para llegar al estado de libertad y perfección era preciso resistir, sin conmoverse, la desnudez del otro sexo: por consiguiente, en sus reuniones se despojaban de sus vestidos…

## Los hermanos y hermanas del Libre Espíritu en la cultura popular

### Cine
Hay una escena de Andréi Rubliov, la película de Tarkowski, que, cuando la vi por primera vez, me cautivó. Andréi, el monje pintor de iconos, se aproxima con las iniciales luces del alba a un brumoso lago que se esconde en lo profundo del bosque; allí, para su sorpresa, se encuentra con un grupo de hombres y mujeres que se bañan desnudos en las aguas del lago, que saltan risueñamente mojándose los unos a los otros disfrutando de una alegría contagiosa. Son un grupo de hermanos y hermanas del Libre Espíritu, miembros de esas sectas que proliferaron en la Edad Media y en los primeros siglos modernos que hicieron de lo antinómico su razón de ser, el eje de sus prácticas subversivas y escandalosas.

## Similitudes con otras creencias cristianas
Los temores sobre conjuntos de creencias similares a la "herejía del libre espíritu" han reaparecido en varios momentos de la historia del cristianismo. Los temores sobre esoterismo y antinomianismo, como los que se detectaron en los hermanos del libre espíritu, pueden observarse en el pasado en la respuesta de la Iglesia primitiva al gnosticismo. Los temores sobre formas sospechosas de oración fueron particularmente evidentes en las reacciones al mesalianismo de los siglos IV y V.
Lo que quizás fue novedoso en los temores sobre los hermanos del libre espíritu fue el temor a la noción de la aniquilación personal. Esta era una idea nueva dentro de la tradición mística, pero también se consideraba la raíz de muchos de los otros peligros que se percibían en los místicos del periodo tardo-medieval.: 55 
También pueden detectarse similitudes con el quietismo del siglo XVII y con la secta puritana británica del mismo siglo conocida como los Ranters.